# ایزنبوتل
ایزنبوتل (به آلمانی: Isenbüttel) یک شهر در آلمان است که در گیفهورن واقع شده‌است. ایزنبوتل ۶٬۱۸۲ نفر جمعیت دارد.

## خواهرخوانده
شهر باد فردیریش‌شال خواهرخواندهٔ ایزنبوتل هست.